# Apeles de Heraclião
Apeles de Heraclião foi um dos Setenta Discípulos. Junto com Urbano, Ampliato, Estácio, Narciso e Aristóbulo, ele foi um ajudante de Santo André. Ele foi consagrado bispo de Heraclião.

## Fonte
Assim como diversos outros santos, Apeles teve sua vida contada no livro Prólogo de Ohrid, de São Nikolai Velimirovic.